# 北福克鎮區 (北卡羅萊納州沃托加縣)
北福克鎮區（英語：North Fork Township）是位於美國北卡羅萊納州沃托加縣的一個鎮區。

## 地方資料
北福克鎮區的面積為31.58平方千米，皆為陸地。根據2020年美國人口普查的數據，當地共有人口202人，而人口密度為每平方千米6.4人。